# Anuar Tuhami
Anuar Mohamed Tuhami (nascut el 15 de gener de 1995), conegut simplement com a Anuar, és un futbolista professional marroquí que juga com a migcampista central a l'AD Ceuta FC. Nascut a Espanya, Anuar representa la selecció de futbol del Marroc.

## Carrera de club
Nascut a Ceuta, Anuar va acabar la seva formació al Reial Valladolid, i va debutar amb el filial a la temporada 2012-13 a Tercera Divisió, amb només 17 anys.
Anuar va debutar amb el primer equip el 15 d'octubre de 2014, substituint Álvaro Rubio al minut 77 d'una victòria a casa per 2-0 davant el Girona FC per a la Copa del Rei de la temporada. Va debutar a Segona Divisió l'1 de maig de 2016, substituint Vincenzo Rennella en un empat a casa per 1-1 contra el CD Lugo.
El 12 de novembre de 2017, després de convertir-se en titular habitual del nou entrenador Luis César Sampedro, Anuar va renovar el seu contracte fins al 2020. Va marcar el seu primer gol com a professional el 19 de desembre, el primer en una victòria a casa per 3-2 contra el Reial Saragossa.
Anuar va contribuir amb un gol en 29 aparicions (play-off inclòs) en una temporada en què el seu equip va aconseguir l'ascens a la primera divisió. Va debutar a la categoria principal del futbol espanyol el 17 d'agost de 2018, començant com a titular en un empat a 0 a casa davant el Girona FC.
El 13 de gener de 2020, Anuar va fitxar pel Panathinaikos FC de la Superleague Grècia amb un contracte de cessió de sis mesos. El 7 de setembre, va tornar a canviar d'equip i de país després d'acordar un contracte de cessió d'un any amb l'APOEL FC de la Primera Divisió xipriota.

## Carrera internacional
Nascut a Espanya, Anuar és d'origen marroquí. Va representar la selecció de futbol del Marroc en un amistós 1-1 amb Burkina Faso el 6 de setembre de 2019.